# ディキシーランド・ジャズ

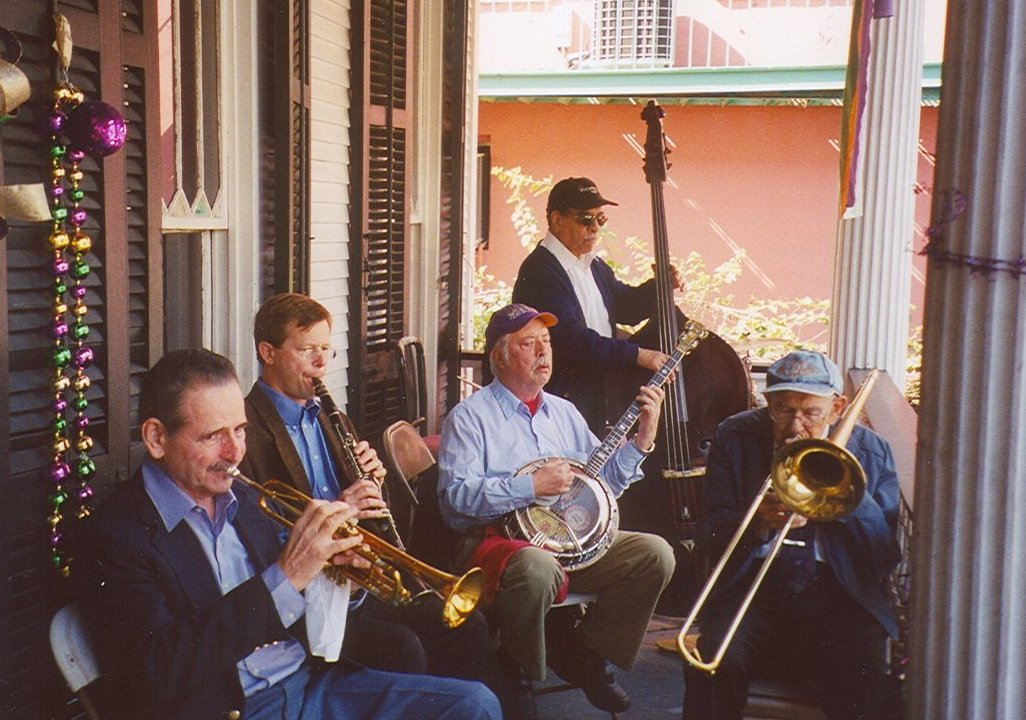
ニューオーリンズのトラディショナルなディキシーランド・ジャズ・バンド。2005年、ニューオーリンズにて。

ディキシーランド・ジャズ（英語：Dixieland jazz）は、ディキシーランド、トラディショナル・ジャズとも呼ばれる、20世紀初頭にニューオーリンズを中心に発展したジャズの一分野である。ジャズの初期の例とされている。

## 概要
ディキシーランド・ジャズは、ニューオーリンズ・ジャズと呼ばれる場合もあり、20世紀初頭にニューオーリンズで発達したジャズのスタイルである。ホットジャズという呼び名もあるが、後にあまり使用されなくなった。ニューオーリンズのバンドが1910年代にシカゴやニューヨークに移動して広まった。ディキシーランド・ジャズは、ブラスバンドの行進曲、フランスのカドリーユ（古典的ダンスの名称）、ラグタイム、そしてブルースを融合して成立した音楽だった。

## 詳細
ピアノ、ギターまたはバンジョー、ドラム、コントラバスまたはテューバといったリズム・セクションを従えて、トランペット（またはコルネット）、トロンボーン、クラリネットなどの編成で演奏を行う。ディキシーランド・ジャズという音楽用語は幅広く使用されてきたが、アメリカでもこの用語の妥当性について長く激しい議論が行われてきた。なお、ディキシーランドとは、アメリカ南部の諸州を指す通称や俗称のことである。南北戦争で南軍に加わったのは11州だが、地理的にはオクラホマ州なども含まれる。
1917年にニューヨークに進出した、ニューオーリンズ出身のオリジナル・ディキシーランド・ジャズ・バンド（ODJB）によって、「ジャズ」は多くの音楽ファンに知れ渡ったともいわれている。ジャズは初期は"jass"と綴られており、このバンドがデビューした後に"jazz"に綴りを変えている。